# (466908) 2015 EW31
(466908) 2015 EW31 es un asteroide perteneciente al cinturón de asteroides, descubierto el 28 de diciembre de 2000 por el equipo Spacewatch desde el Observatorio Nacional de Kitt Peak (Arizona, Estados Unidos).